# Solar Fields
Solar Fields är en pseudonym för den elektroniska musikproducenten Magnus Birgersson från Sverige. Han har hittills släppt femton album och soundtrack till spelen Mirror's Edge och Mirror's Edge Catalyst, producerat av svenska DICE och Electronic Arts.
Musikproducenten och grafikdesignern Magnus Birgersson, bosatt i Göteborg, har varit aktiv i många olika projekt sen tonåren. Han har bland annat spelat trummor, piano, keyboard med mera i olika band och grupper innan han startade sitt eget musikaliska projekt Solar Fields 2001, med debutalbumet "Reflective Frequencies". Hans musik kan beskrivas som elektronisk musik, som rör sig mellan ambient, psychedelic och down-tempo. Därav har hans musik ofta klassats som ambient downtempo.
Birgersson, som även är professionell ljuddesigner och kan spela ett flertal olika instrument, har även samarbetat med olika konstgallerier och museer för att komponera ljudmiljöer till olika konstutställningar.

## Diskografi

### Album
- Reflective Frequencies (2001)
- Blue Moon Station (2003)
- Extended (begränsad utgåva) (2005)
- Leaving Home (2005)
- EarthShine (2007)
- Movements (2009)
- Mirror's Edge (Original Game Score) (2009)
- Altered (Second Movements) (2010)
- Origin #01 (2010)
- Until We Meet The Sky (2011)
- Random Friday (2012)
- Origin #02 (2013)
- Red (2014)
- Green (2014)
- Blue (2014)
- Mirror's Edge Catalyst (EA Games Soundtrack) (2016)
- Ourdom (2018)